# Bierbruck
Bierbruck, Bierbruck zu Christelschlag, také Bierbrücke, česky Můstek byla osada na prachatické větvi Zlaté stezky, někdejší součást obce Křišťanovice. V blízkosti osady přecházela Zlatá stezka řeku Blanici (dnes těmito místy probíhá silnice II/141 z Volar do Prachatic). Pod osadou se na řece nacházel mlýn, jehož zbytky jsou dosud patrné.

## Historie

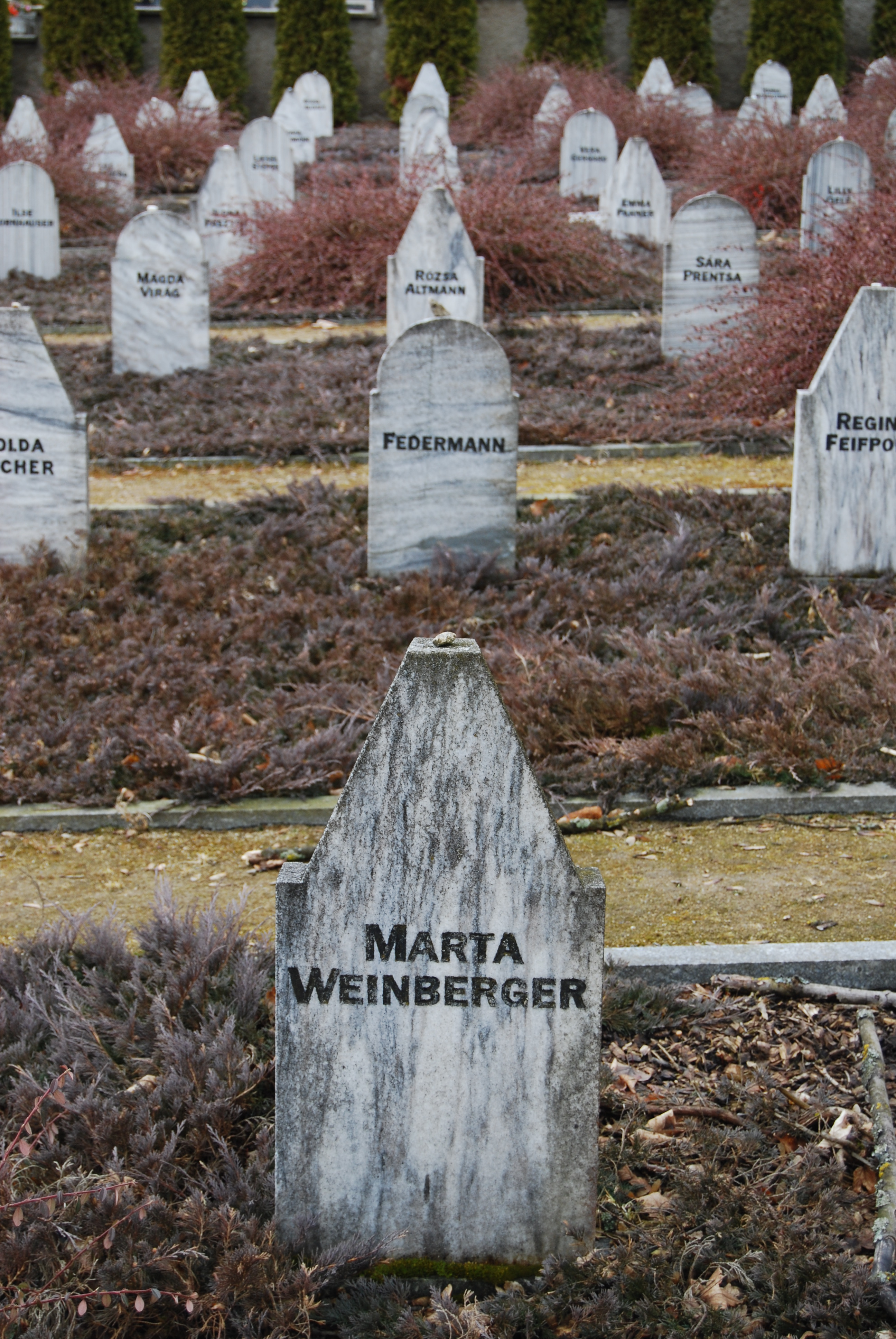
Židovský hřbitov ve Volarech, hroby obětí pochodu smrti. Marta Weinbergerová zahynula poblíž osady.

Na samém sklonku druhé světové války osadou procházel pochod smrti ze ženského koncentračního tábora Helmbrechts. Odpoledne 4. května 1945 byla kolona napadena hloubkovým letcem, při útoku byla jedna z dozorkyň zabita. Některým vězeňkyním se podařilo ve zmatku náletu uprchnout a skrýt se v blízkém lese. Všechny uprchlice byly pochytány, dvanáct z nich bylo týž den zastřeleno. Další ženy byly zavražděny v noci a druhý den, celkem zde zahynulo 22 žen, které byly zahrabány pod hromadou hnoje u zemědělské usedlosti nedaleko hřbitova ve Volarech.
Těla zemřelých byla 14. května 1945 exhumována a ženy pohřbeny na židovském hřbitově ve Volarech.
Osada byla vysídlena v květnu 1946, dodnes se zachovala jediná chalupa.